# 古球藻属
古球藻属（学名：Archaeosphaeridium）是古胞藻科的一属。

## 下属物种
本属包括以下物种：
- Archaeosphaeridium australensis Perch-Nielson, 1975